# سوق الربع

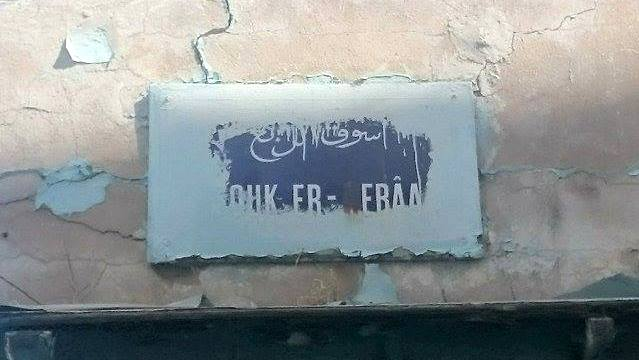
لافتة سوق الربع

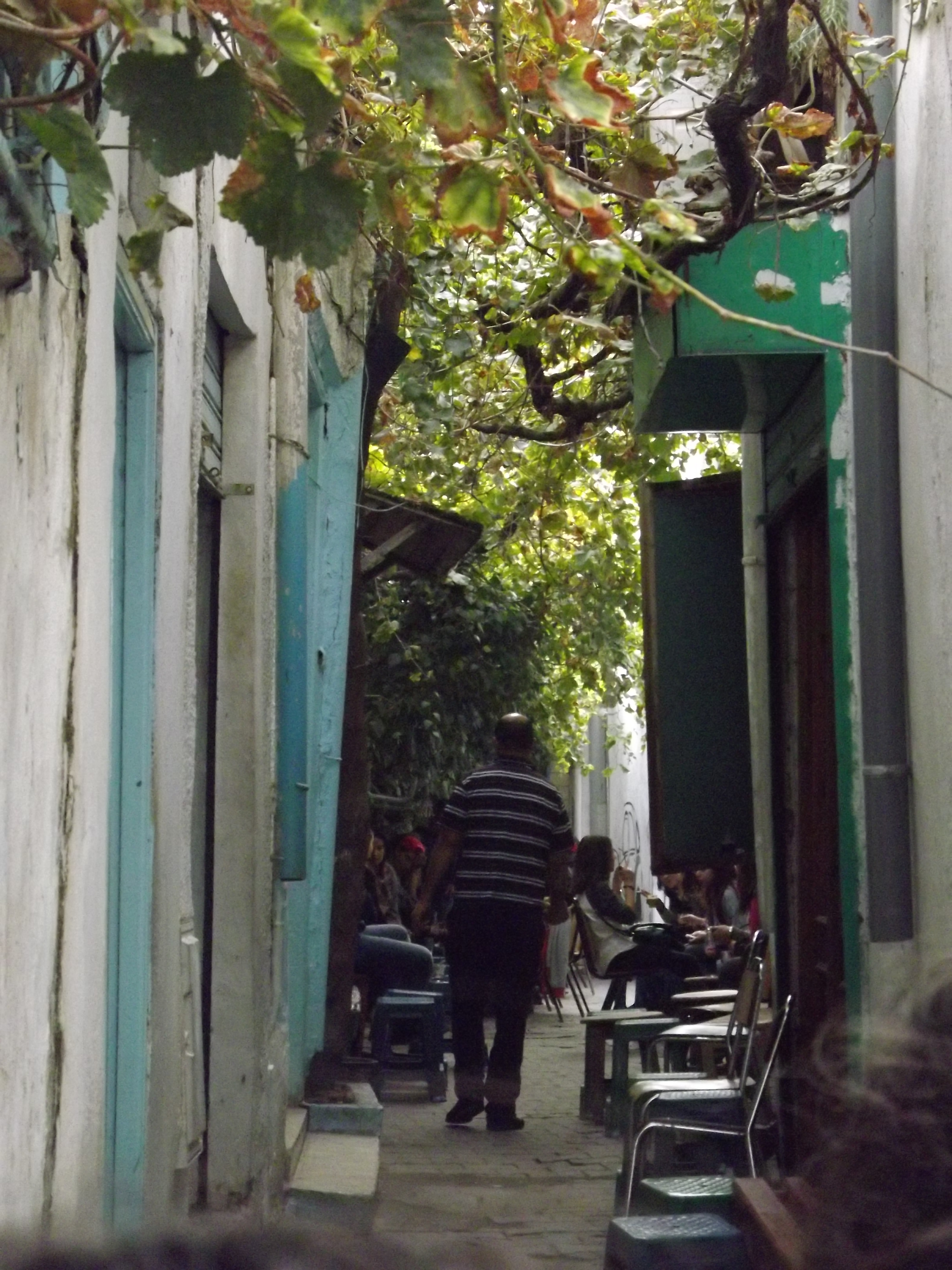
مقهى العنبة

سوق الربع هو أحد أسواق مدينة تونس

## الموقع
يقع سوق الربع جنوبي جامع الزيتونة، قرب سوق الصوف. 

## التاريخ
يعود ظهور سوق الربع إلى العهد الحفصي (1228-1537). لكن لا يعرف سبب تسميته.

## المواقع
يوفر السوق إمكانية الوصول إلى مقهى توجد وسط ممرّ صغير، مغطّى بدالية، ولذلك يدعى مقهى العنبة.